# Gutcher

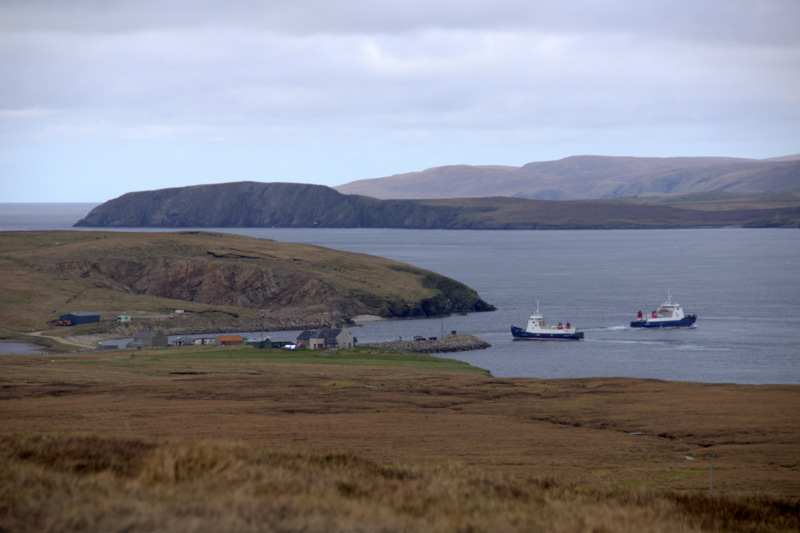
Blick auf den Ort

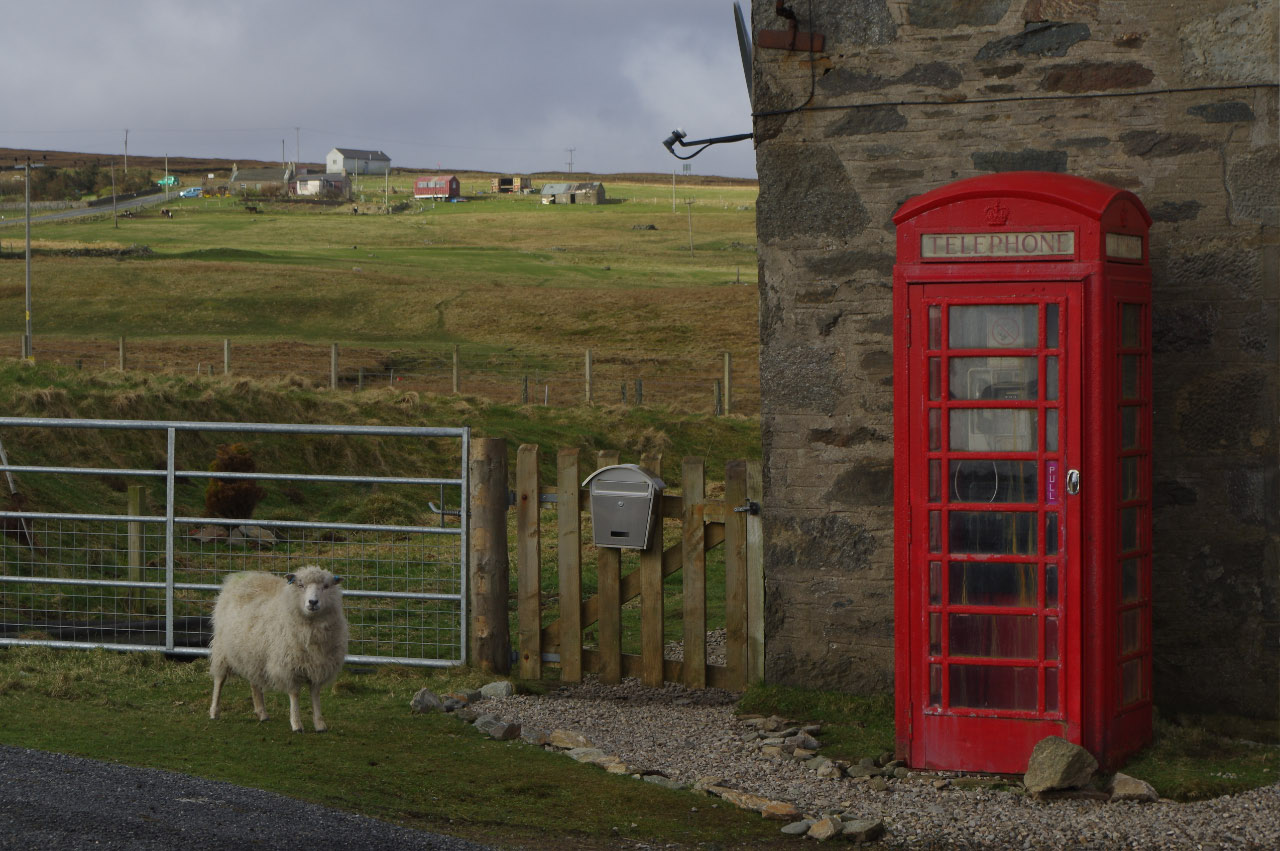
Telefonzelle in Gutcher

Gutcher ist eine Ortschaft, die im Norden der zu Schottland zählenden Shetlands liegt.

## Geographie
Gutcher ist eine locker strukturierte Siedlung mit einem Pier, die im Westen des Übergangsbereiches zwischen den Wasserstraßen Bluemull Sound im Norden und Linga Sound im Süden im Nordosten der Insel Yell liegt. Ortschaften in der Nähe sind Cullivoe im Norden und Sellafirth im Südwesten. Jenseits des Linga Sounds liegt die unbewohnte Insel Linga.

## Historisches
Im Rahmen der historischen Gliederung Schottlands in Civil Parishes zählt Gutcher zu Yell. Im Ort ist eine Telefonzelle 1998 als Listed Building der Kategorie B unter Denkmalschutz gestellt worden.

## Verkehr
Von Gutcher verkehrt eine Fähre, mit der Fahrzeuge über den Bluemull Sound nach Belmont auf Unst sowie nach Fetlar übergesetzt werden.